# Apothekergasse 2 (Esslingen)

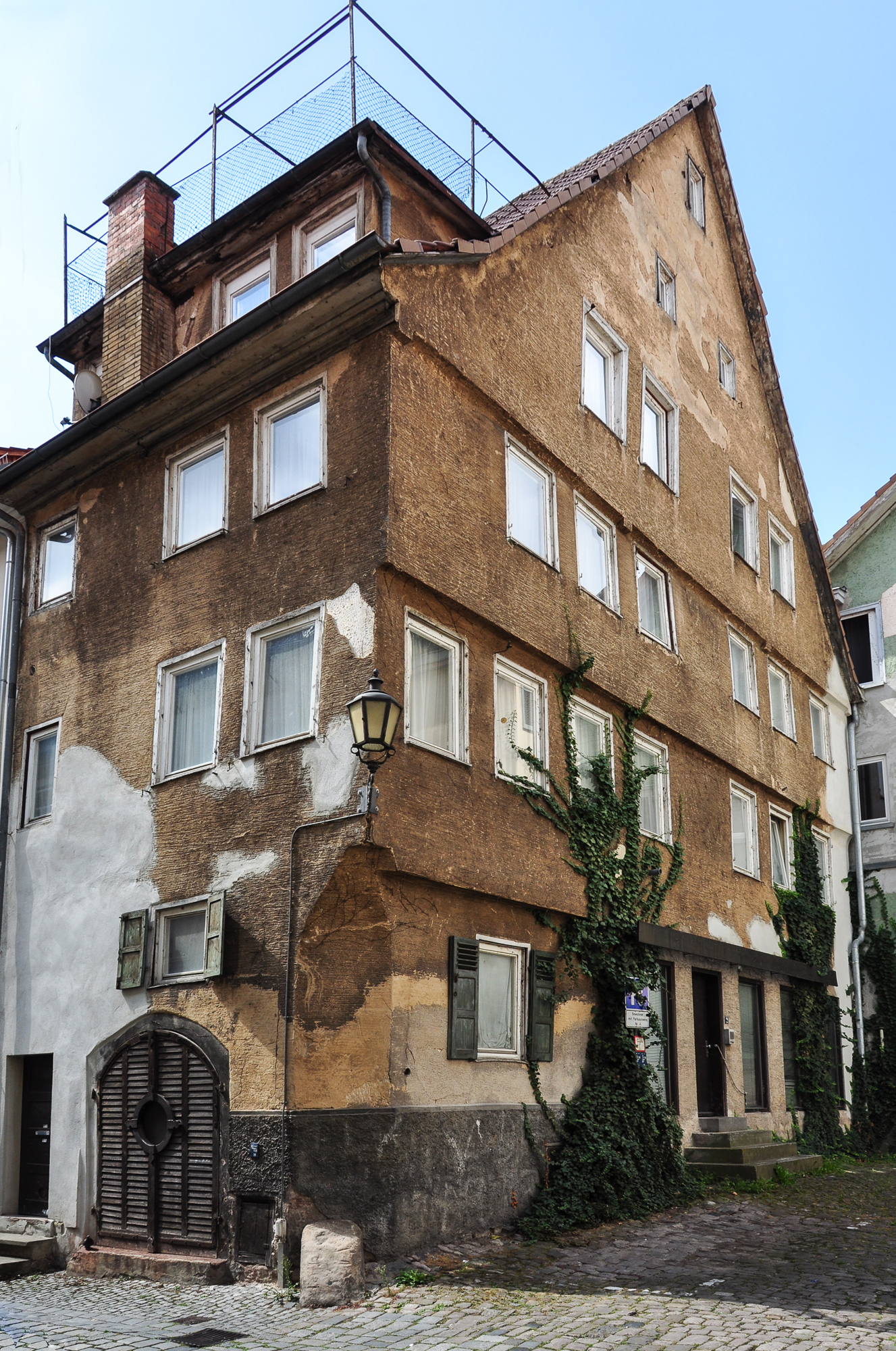
Haus Apothekergasse 2 in Esslingen am Neckar (2015)

Das Gebäude Apothekergasse 2 in Esslingen am Neckar, einer Stadt im Landkreis Esslingen in Baden-Württemberg, wurde im 17. Jahrhundert errichtet. Das Wohn- und Geschäftshaus ist ein geschütztes Kulturdenkmal.
Das dreigeschossige, verputzte Fachwerkhaus in Ecklage, an einer platzartigen Aufweitung der Gasse, besitzt drei schwach ausgeprägte Vorkragungen an der Giebelseite. An der Traufseite befindet sich der flachbogige Eingang zum tonnengewölbten Keller, der sich in Ost-West-Richtung erstreckt. 
Die Fenster wurden im 19. Jahrhundert verändert. Im Jahr 1894 erfolgte der Einbau einer Wohnung im Dachgeschoss, dabei wurde die Ladeluke im Giebel entfernt und die Dachgaube aufgesetzt. Der Ladeneinbau im Erdgeschoss erfolgte im 20. Jahrhundert.